# Båtbyggare

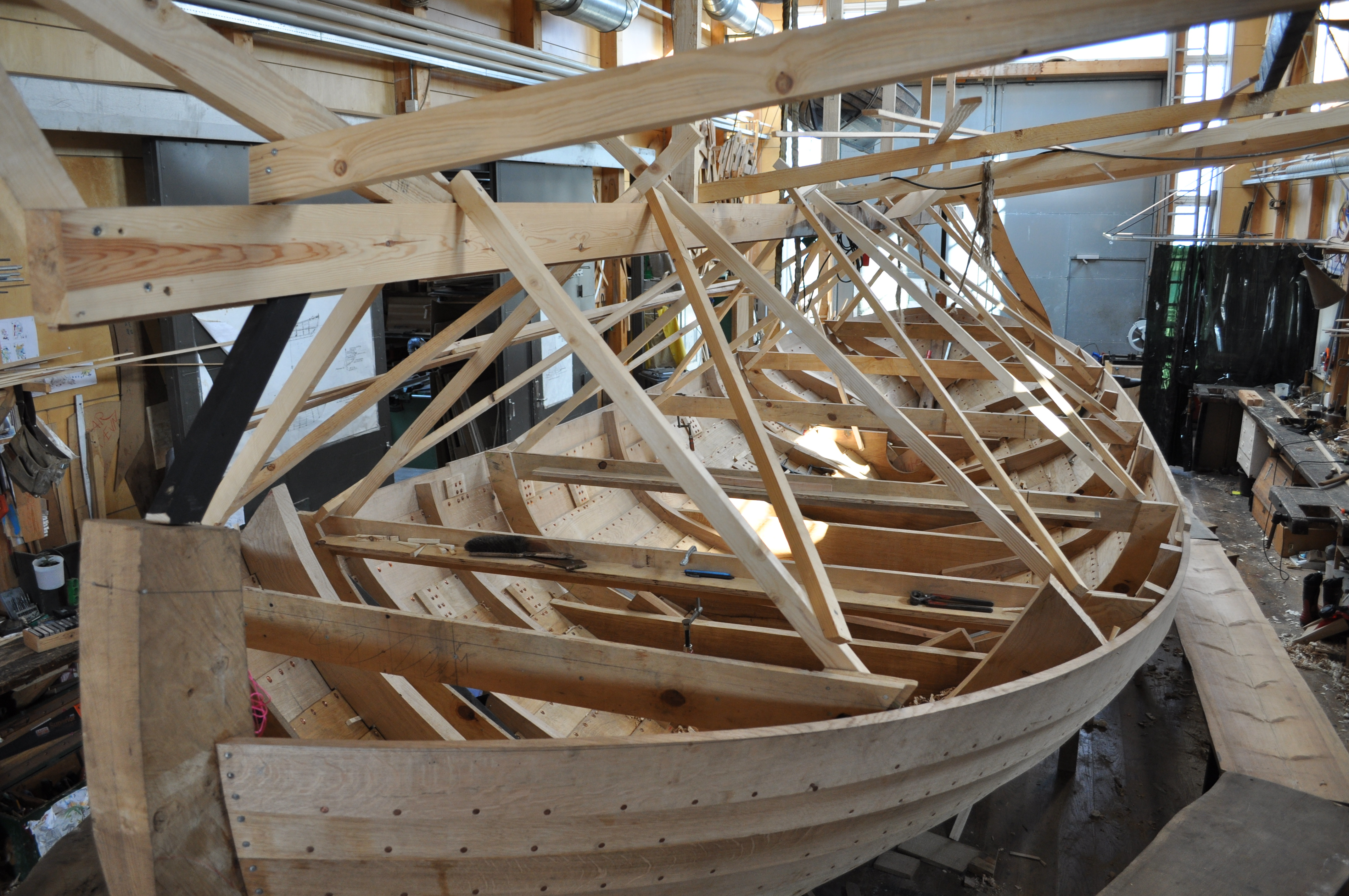
Båtbyggnad av en klinkbyggd båt på Vikingaskeppsmuseet

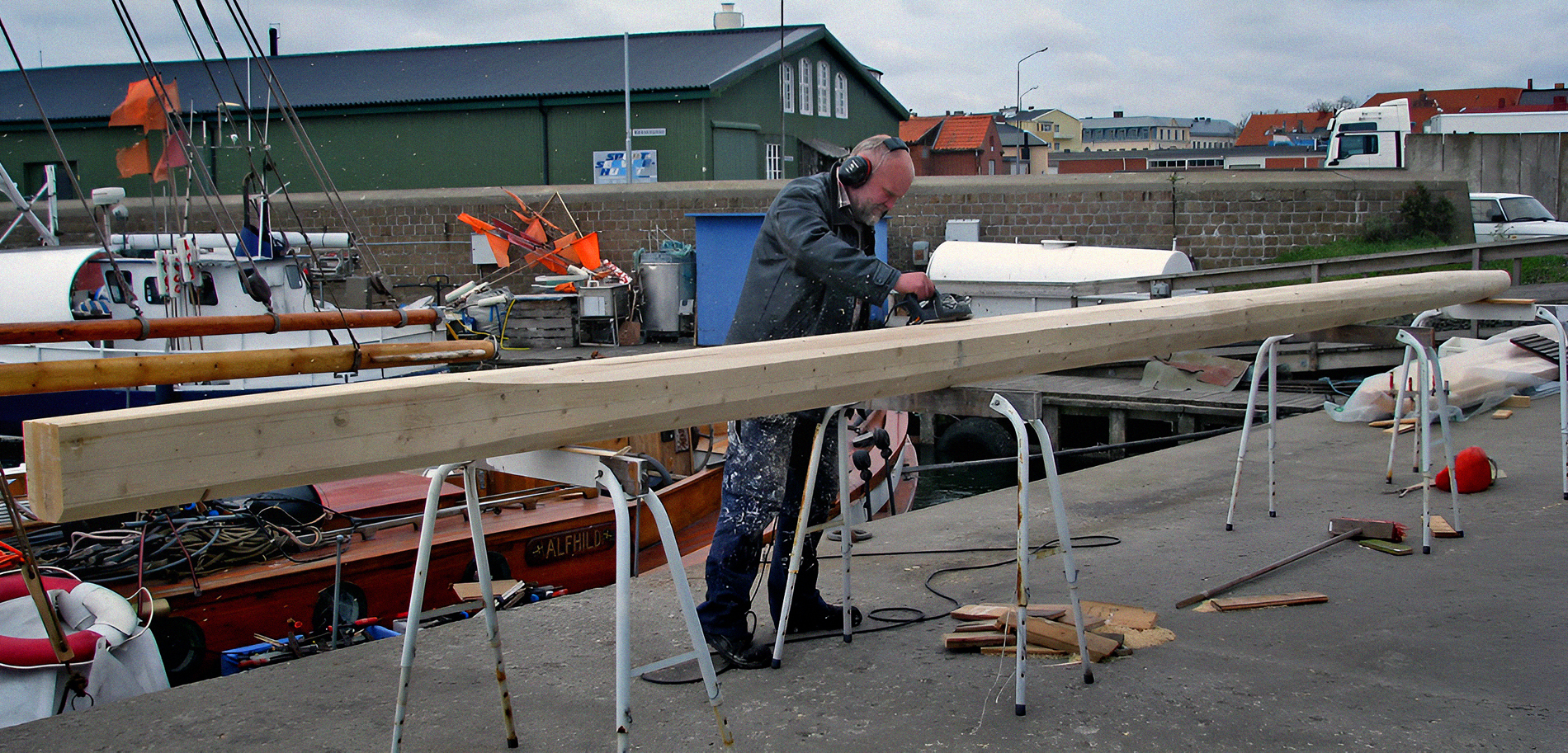
En båtbyggare hyvlar en mast. Ystad 2010.

Båtbyggare är en person som bygger eller reparerar båtar i trä, samt inreder dessa.

## Historik
Båtbyggare har funnits långt innan antiken, någon tidig båt är dock inte bevarad. Utifrån reliefer eller gravmålningar kan man förstå att tekniken var långt framskriden. I utanför Cypern i medelhavet fann man 1965 Kyreniaskeppet, ett kravellbyggt seglande lastskepp. I Skandinavien är det tidigaste kända fyndet från Hjortspring Mose på ön Aln utanför Jyllands östra sydkust. Det är från 300 - 400 f Kr. Ett annat skepp är funnet i Nydam Mose på Sydjylland, Nydamskeppet från cirka år 320 e Kr. Nydamsskeppet har varit föregångare till de senare vikingatida skeppen. De historiska båtbyggarna har inte haft många tekniska hjälpmedel förutom lod och lina, yxa, kniv samt kilar för att kila fram bordläggningen ur en stock.
De blivande båtbyggarna fick gå i lära hos någon som kunde konsten vid färdigställandet av båtar, oftast gick yrket från far till son eller annan närstående. Äldre allmogebåtbyggare använde oftast ingen ritning, det behövdes inte i regel någon sådan för en van båtbyggare. Beställaren till den kommande båten satte måtten till sin nya båt utifrån sina behov, och båtbyggaren byggde båten utifrån dessa på fri hand utan mallar och med enkla hjälpmedel. Båten blev oftast välbyggd om det var en erfaren skicklig båtbyggare.

## Nutida båtbyggare
Den moderna båtbyggaren är både designer och konstruktör samt en tvärteknisk hantverkare i en och samma person. Han eller hon kan läsa avancerade ritningar samt rita upp egna och göra beräkningar utifrån dessa, från ritningarna slår båtbyggaren ut till de mallar som behövs till stävar, köl och bordläggning. Båtbyggaren måste kunna handskas med allehanda handverktyg, även elektriska, och även kunna arbeta med och underhålla många olika stationära träbearbetningsmaskinerer.
Båtbyggaren måste vara duktig på att känna till olika träslag för båtvirken, samt faner och dess egenskaper. Båtbyggaren känner till olika limmer och dess egenskaper gentemot trä och andra material samt olika typer av fernissa, lack och färg. Kunskap om äldre och modernare ytbehandlingsmetoder och deras förhållande till varandra är också viktigt. Han eller hon måste även ha god kännedom om metaller och dess egenskaper i förhållande till varandra samt plåtslageri, lödning och svetsarbeten i olika material.
Båtbyggaren har också kunskaper om mast, rundhult, riggning samt segel och motorinstallationer- Kunskap att installera och reparera svagströmsinstallationer kan komma väl till hands i en modern motor- eller segelbåt. Båtbyggaren bygger motorbädd och installerar motorer, propelleraxel, bränsletank, roder och styranordning.
Båtbyggaren kan utföra Plugg (gjutmall)- och formbyggnad till en plastbåt, känner till och kan utföra lamineringen, och bör även kunna reparera en plastbåts ytskikt.
Båtbyggaren behöver en lämplig navigationsexamen och även ha sjövana för att kunna prova sina byggen på sjö och hav.

## Utbildning
Utbildning av båtbyggare på gymnasieskola sker i Sverige 2008 på sex orter: Storebro i Vimmerby kommun, Västervik, Danderyd, Uddevalla; Mariestad (vadsbogymnasiet) och på båtbyggarlinjen på Orust. 
Det finns även utbildningar vid ett flertal folkhögskolor, oftast inriktade på nybyggnad av allmogebåtar och deras handhavande. Som alla hantverksyrken innebär båtbyggaryrket dock ett livslångt lärande.

## Kända båtbyggare
- Börje och Birgit Andersson
- Colin Archer
- Gustaf Estlander
- Tore Holm
- Nólsoyar Páll
- Carl Gustaf Pettersson
- August Plym
- Gustav Plym
- Ruben Östlund
- Anders Annell[1]